# Muzeum Akropolis
Muzeum Akropolis či Muzeum Akropole (řecky: Μουσείο Ακρόπολης, Mouseio Akropolis) je archeologické muzeum v řeckém hlavním městě Athénách. Shromažďuje především archeologické nálezy z athénské Akropole, a to od egejské éry až po byzantskou. Muzeum bylo založeno v roce 2003, pro veřejnost bylo otevřeno 20. června 2009. Na ploše 14 000 metrů čtverečních vystavuje více než 4250 předmětů, a to v oceňované novostavbě. Důvodem stavby nové budovy a reorganizace muzea bylo jednak to, že Staré akropolské muzeum založené roku 1865 přestalo kapacitně vyhovovat, a pak také spor s Británií o Elginovy mramory, které byly získány kontroverzním způsobem, které ale Britové odmítali vrátit mj. s argumentem některých odborníků, že Řecko nemá žádné vhodné místo, kde by mohly být vystaveny. Proto také možnost je vystavit byla jedním z klíčových požadavků na architektonický návrh. První soutěž na budovu nového muzea byla vypsána již roku 1976, ale k realizaci se dostal až návrh ze soutěže čtvrté, kterou vyhrál francouzsko-švýcarský architekt Bernard Tschumi spolu s řeckým stavitelem Michaelem Fotiadisem. Novou budovu vyvýšili nad terén na pilířích, aby ochránili archeologické bohatství pod ní, jež pochází zejména z byzantské éry (některé části podlahy jsou vyrobeny ze skla, aby si návštěvníci mohli prohlédnout vykopávky pod ní). Vyvýšení budovy na druhou stranu vedlo ke kritice, že narušuje kolorit místa a příliš na sebe upozorňuje. Stavba je ze speciálně upraveného skla, nerezové oceli a betonu. Stála 130 milionů eur (3,5 miliardy korun). Muzeum se nachází pouhých 280 metrů od Parthenonu. Vchod do něj je z ulice Dionysiou Areopagity a přímo sousedí se stanicí metra Akropolis, na červené lince athénského metra. Muzeum se stalo jedním z největších turistických lákadel Athén, za první dva měsíce od otevření ho navštívilo 523 540 lidí, z toho 60 procent tvořili zahraniční návštěvníci. Roku 2016 si ho během oficiální návštěvy Řecka prohlédl i americký prezident Barack Obama. Muzeum se umístilo na 6. místě v žebříčku nejlepších muzeí světa webu TripAdvisor za rok 2018. V roce 2022 muzeum navštívila 1,4 milionu lidí a bylo tak 28. nejnavštěvovanějším muzeem světa (počítaje v to i muzea umělecká).